# Batalla de Bolimov
La batalla de Bolimov tuvo lugar el 31 de enero de 1915 cerca de la aldea de Bolimov, en el centro de Polonia, en el llamado Frente Oriental en la Primera Guerra Mundial. Se enfrentó el Imperio alemán contra el Imperio ruso.
En el campo de batalla, se enfrentó el 9.º Ejército alemán (al mando del general August von Mackensen) y el 2.º Ejército ruso (comandado por el general Vladímir Smirnov).
Los alemanes intentaron utilizar bromuro de xililo (un gas lacrimógeno) contra los rusos. Sin embargo, el frío hizo que el producto se congelara, anulando su efectividad. Debido al fracaso del ataque con gas, los alemanes decidieron enviar a sus tropas a atacar a los rusos. Los rusos contraatacaron enviando once divisiones al mando del general Vasili Gurko. La artillería alemana repelió el ataque. Los rusos sufrieron cuarenta mil bajas en esta batalla, pero ninguno de los dos bandos obtuvo una victoria clara.
En un artículo titulado «Huracán de fuego en la batalla de Bolimov» y publicado en The New York Times, el corresponsal escribió:

Fueron usados por primera vez en Polonia proyectiles con una carga explosiva de melinita junto con otro ingrediente desconocido. Uno de los efectos de la melinita es el de cegar a todo aquel que se encuentre en su cercanía, pero el hedor que exudaban los heridos hacía que los doctores salieran del hospital de tanto en tanto a tomar aire fresco para poder recuperarse del nauseabundo efecto.